# Łyżwiarstwo szybkie na Zimowych Igrzyskach Olimpijskich 2014 – 500 m mężczyzn
Bieg na 500 metrów mężczyzn rozgrywany w ramach łyżwiarstwa szybkiego na Zimowych Igrzyskach Olimpijskich 2014 odbył się 10 lutego w hali Adler-Ariena w Soczi.
Mistrzem olimpijskim został Holender Michel Mulder. Na drugim i trzecim miejscu uplasowali się jego rodacy kolejno: Jan Smeekens oraz Ronald Mulder.

## Terminarz
| Data      | Konkurencja | Godzina rozpoczęcia | Godzina rozpoczęcia |
| Data      | Konkurencja | Czas CET            | Czas lokalny        |
| --------- | ----------- | ------------------- | ------------------- |
| 10 lutego | 1. bieg     | 14:00               | 17:00               |
| 10 lutego | 2. bieg     | 15:55               | 18:55               |

## Tło
| Data                                                                                       | Miejscowość                                                                                | Zwycięzca                                                                                  | Drugi                                                                                      | Trzeci                                                                                     | Źródło                                                                                     |
| Wyniki biegu na 500 metrów podczas zawodów Pucharu Świata w łyżwiarstwie szybkim 2013/2014 | Wyniki biegu na 500 metrów podczas zawodów Pucharu Świata w łyżwiarstwie szybkim 2013/2014 | Wyniki biegu na 500 metrów podczas zawodów Pucharu Świata w łyżwiarstwie szybkim 2013/2014 | Wyniki biegu na 500 metrów podczas zawodów Pucharu Świata w łyżwiarstwie szybkim 2013/2014 | Wyniki biegu na 500 metrów podczas zawodów Pucharu Świata w łyżwiarstwie szybkim 2013/2014 | Wyniki biegu na 500 metrów podczas zawodów Pucharu Świata w łyżwiarstwie szybkim 2013/2014 |
| ------------------------------------------------------------------------------------------ | ------------------------------------------------------------------------------------------ | ------------------------------------------------------------------------------------------ | ------------------------------------------------------------------------------------------ | ------------------------------------------------------------------------------------------ | ------------------------------------------------------------------------------------------ |
| 8 listopada                                                                                | Calgary                                                                                    | Ronald Mulder                                                                              | Mo Tae-bum                                                                                 | Jamie Gregg                                                                                | [ 2 ]                                                                                      |
| 10 listopada                                                                               | Calgary                                                                                    | Tucker Fredricks                                                                           | Mo Tae-bum                                                                                 | Jamie Gregg Ronald Mulder                                                                  | [ 3 ]                                                                                      |
| 15 listopada                                                                               | Salt Lake City                                                                             | Gilmore Junio Jōji Katō                                                                    |                                                                                            | Michel Mulder                                                                              | [ 4 ]                                                                                      |
| 17 listopada                                                                               | Salt Lake City                                                                             | Keiichirō Nagashima                                                                        | Ronald Mulder                                                                              | Mo Tae-bum                                                                                 | [ 5 ]                                                                                      |
| 30 listopada                                                                               | Astana                                                                                     | Artiom Kuzniecow                                                                           | Dmitrij Łobkow                                                                             | Ronald Mulder                                                                              | [ 6 ]                                                                                      |
| 1 grudnia                                                                                  | Astana                                                                                     | Kei’ichirō Nagashima                                                                       | Mo Tae-bum                                                                                 | Artiom Kuzniecow                                                                           | [ 7 ]                                                                                      |
| 6 grudnia                                                                                  | Berlin                                                                                     | Michel Mulder                                                                              | Mo Tae-bum                                                                                 | Kei’ichirō Nagashima                                                                       | [ 8 ]                                                                                      |
| 8 grudnia                                                                                  | Berlin                                                                                     | Mo Tae-bum                                                                                 | Jōji Katō                                                                                  | Michel Mulder                                                                              | [ 9 ]                                                                                      |
| Wyniki biegu na 500 metrów na Zimowych Igrzyskach Olimpijskich 2010                        |                                                                                            |                                                                                            |                                                                                            |                                                                                            |                                                                                            |
| 15 lutego                                                                                  | Vancouver                                                                                  | Mo Tae-bum                                                                                 | Kei’ichirō Nagashima                                                                       | Jōji Katō                                                                                  | [ 10 ]                                                                                     |
| Wyniki biegu na 500 metrów na mistrzostwach świata 2012                                    |                                                                                            |                                                                                            |                                                                                            |                                                                                            |                                                                                            |
| 25 marca                                                                                   | Heerenveen                                                                                 | Mo Tae-bum                                                                                 | Michel Mulder                                                                              | Pekka Koskela                                                                              | [ 11 ]                                                                                     |
| Wyniki biegu na 500 metrów na mistrzostwach świata 2013                                    |                                                                                            |                                                                                            |                                                                                            |                                                                                            |                                                                                            |
| 24 marca                                                                                   | Soczi                                                                                      | Mo Tae-bum                                                                                 | Jōji Katō                                                                                  | Jan Smeekens                                                                               | [ 12 ]                                                                                     |

## Rekordy
Rekordy obowiązujące przed rozpoczęciem igrzysk.
| Rekord            | Zawodnik           | Czas  | Miejsce        | Data             |
| ----------------- | ------------------ | ----- | -------------- | ---------------- |
| Rekord świata     | Jeremy Wotherspoon | 34,03 | Salt Lake City | 9 listopada 2007 |
| Rekord olimpijski | Casey FitzRandolph | 34,42 | Salt Lake City | 11 lutego 2002   |

W trakcie wyścigów pobito rekordy toru:
| Zawodnik      | Reprezentacja | Czas  | Uwagi                 |
| ------------- | ------------- | ----- | --------------------- |
| Ronald Mulder | Holandia      | 34,49 | TR, bieg na 500m      |
| Michel Mulder | Holandia      | 69,31 | TR, suma dwóch biegów |

## Wyniki
| Poz. | Zawodnik                    | Reprezentacja            | Bieg 1 | Bieg 1 | Bieg 1 | Bieg 1 | Bieg 2 | Bieg 2 | Bieg 2   | Bieg 2 | Razem    | Strata |
| Poz. | Zawodnik                    | Reprezentacja            | Para   | Linia  | Czas   | Poz.   | Para   | Linia  | Czas     | Poz.   | Razem    | Strata |
| ---- | --------------------------- | ------------------------ | ------ | ------ | ------ | ------ | ------ | ------ | -------- | ------ | -------- | ------ |
| 1.   | Michel Mulder               | Holandia                 | 19     | I      | 34,63  | 2.     | 19     | O      | 34,67    | 2.     | 69,31 TR | –      |
| 2.   | Jan Smeekens                | Holandia                 | 15     | I      | 34,59  | 1.     | 20     | O      | 34,72    | 3.     | 69,32    | +0,01  |
| 3.   | Ronald Mulder               | Holandia                 | 20     | I      | 34,97  | 6.     | 17     | O      | 34,49 TR | 1.     | 69,46    | +0,15  |
| 4.   | Mo Tae-bum                  | Korea Południowa         | 18     | O      | 34,84  | 4.     | 19     | I      | 34,85    | 5.     | 69,69    | +0,38  |
| 5.   | Jōji Katō                   | Japonia                  | 18     | I      | 34,96  | 5.     | 18     | O      | 34,77    | 4.     | 69,74    | +0,43  |
| 6.   | Kei'ichirō Nagashima        | Japonia                  | 19     | O      | 34,79  | 3.     | 20     | I      | 35,25    | 16.    | 70,04    | +0,73  |
| 7.   | Roman Kriecz                | Kazachstan               | 3      | I      | 35,04  | 9.     | 16     | O      | 35,00    | 6.     | 70,04    | +0,73  |
| 8.   | Nico Ihle                   | Niemcy                   | 11     | O      | 34,99  | 7.     | 18     | I      | 35,11    | 9.     | 70,10    | +0,79  |
| 9.   | Artur Waś                   | Polska                   | 7      | O      | 35,01  | 8.     | 17     | I      | 35,19    | 12.    | 70,21    | +0,90  |
| 10.  | Gilmore Junio               | Kanada                   | 14     | I      | 35,15  | 11.    | 15     | O      | 35,09    | 7.     | 70,25    | +0,94  |
| 11.  | Jamie Gregg                 | Kanada                   | 13     | I      | 35,17  | 13.    | 14     | O      | 35,10    | 8.     | 70,27    | +0,96  |
| 12.  | Espen Aarnes Hvammen        | Norwegia                 | 8      | I      | 35,20  | 16.    | 13     | O      | 35,21    | 13.    | 70,42    | +1,11  |
| 13.  | Dienis Kowal                | Rosja                    | 9      | O      | 35,19  | 14.    | 14     | I      | 35,24    | 15.    | 70,44    | +1,13  |
| 14.  | William Dutton              | Kanada                   | 4      | O      | 35,27  | 18.    | 11     | I      | 35,17    | 11.    | 70,44    | +1,13  |
| 15.  | Yūya Oikawa                 | Japonia                  | 16     | I      | 35,24  | 17.    | 12     | O      | 35,22    | 14.    | 70,46    | +1,15  |
| 16.  | Aleksiej Jesin              | Rosja                    | 12     | O      | 35,09  | 10.    | 16     | I      | 35,41    | 19.    | 70,50    | +1,19  |
| 17.  | Pekka Koskela               | Finlandia                | 13     | O      | 35,19  | 15.    | 13     | I      | 35,41    | 19.    | 70,61    | +1,30  |
| 18.  | Lee Kyu-hyeok               | Korea Południowa         | 3      | O      | 35,16  | 12.    | 15     | I      | 35,48    | 24.    | 70,65    | +1,34  |
| 19.  | Artiom Kuzniecow            | Rosja                    | 20     | O      | 35,51  | 28.    | 6      | I      | 35,14    | 10.    | 70,66    | +1,35  |
| 20.  | Yūji Kamijō                 | Japonia                  | 4      | I      | 35,37  | 21.    | 11     | O      | 35,47    | 23.    | 70,85    | +1,54  |
| 21.  | Kim Jun-ho                  | Korea Południowa         | 5      | O      | 35,43  | 25.    | 8      | I      | 35,42    | 21.    | 70,85    | +1,54  |
| 22.  | Lee Kang-seok               | Korea Południowa         | 10     | O      | 35,45  | 26.    | 7      | I      | 35,42    | 21.    | 70,87    | +1,56  |
| 23.  | Dmitrij Łobkow              | Rosja                    | 17     | I      | 35,50  | 27.    | 8      | O      | 35,37    | 18.    | 70,88    | +1,57  |
| 24.  | Shani Davis                 | Stany Zjednoczone        | 5      | I      | 35,39  | 22.    | 10     | O      | 35,59    | 28.    | 70,98    | +1,67  |
| 25.  | Muncef Ouardi               | Kanada                   | 1      | O      | 35,39  | 23.    | 9      | I      | 35,60    | 29.    | 70,99    | +1,68  |
| 26.  | Tucker Fredricks            | Stany Zjednoczone        | 17     | O      | 35,27  | 18.    | 12     | I      | 35,72    | 37.    | 70,99    | +1,68  |
| 27.  | Mitchell Whitmore           | Stany Zjednoczone        | 14     | O      | 35,34  | 20.    | 10     | I      | 35,71    | 35.    | 71,06    | +1,75  |
| 28.  | Mirko Giacomo Nenzi         | Włochy                   | 10     | I      | 35,56  | 29.    | 7      | O      | 35,51    | 25.    | 71,07    | +1,76  |
| 29.  | Mika Poutala                | Finlandia                | 15     | O      | 35,58  | 30.    | 5      | I      | 35,56    | 27.    | 71,14    | +1,83  |
| 30.  | Mu Zhongsheng               | Chińska Republika Ludowa | 1      | I      | 35,59  | 31.    | 6      | O      | 35,65    | 32.    | 71,25    | +1,94  |
| 31.  | David Bosa                  | Włochy                   | 8      | O      | 35,63  | 32.    | 4      | I      | 35,64    | 31.    | 71,28    | +1,97  |
| 32.  | Håvard Holmefjord Lorentzen | Norwegia                 | 7      | I      | 35,78  | 37.    | 2      | O      | 35,52    | 26.    | 71,30    | +1,99  |
| 33.  | Sung Ching-yang             | Chińskie Tajpej          | 11     | I      | 35,73  | 35.    | 4      | O      | 35,63    | 30.    | 71,36    | +2,05  |
| 34.  | Samuel Schwarz              | Niemcy                   | 12     | I      | 35,69  | 34.    | 5      | O      | 35,68    | 34.    | 71,37    | +2,06  |
| 35.  | Bai Qiuming                 | Chińska Republika Ludowa | 9      | I      | 35,73  | 36.    | 3      | O      | 35,71    | 35.    | 71,45    | +2,14  |
| 36.  | Artur Nogal                 | Polska                   | 2      | O      | 35,83  | 38.    | 3      | I      | 35,66    | 33.    | 71,49    | +2,18  |
| 37.  | Haralds Silovs              | Łotwa                    | 2      | I      | 36,12  | 39.    | 1      | I      | 36,32    | 38.    | 72,44    | +3,13  |
| 38.  | Stefan Groothuis            | Holandia                 | 6      | I      | 35,42  | 24.    | 9      | O      | 56,81    | 39.    | 92,24    | +22,93 |
| 39.  | Daniel Greig                | Australia                | 16     | O      | 80,55  | 40.    | 2      | I      | 35,29    | 17.    | 115,84   | +46,53 |
| DNF  | Brian Hansen                | Stany Zjednoczone        | 6      | O      | 35,64  | 33.    | DNS    | DNS    | DNS      | DNS    | DNF      | DNF    |